# Yougoslavie au Concours Eurovision de la chanson 1967
La Yougoslavie a participé au Concours Eurovision de la chanson 1967 le 8 avril à Vienne, Autriche. C'est la 7e participation yougoslave au Concours Eurovision de la chanson.
Le pays est représenté par le chanteur Lado Leskovar et la chanson Vse rože sveta, sélectionnés par RTV Ljubljana au moyen d'une finale nationale.

## Sélection

### Pjesma Eurovizije 1967
Le radiodiffuseur yougoslave slovène, RTV Ljubljana, organise la finale nationale Pjesma Eurovizije 1967 (« La chanson de l'Eurovision 1967 ») pour la Jugoslovenska Radio-Televizija (JRT, « Radio-télévision yougoslave ») afin de sélectionner l'artiste et la chanson représentant la Yougoslavie au Concours Eurovision de la chanson 1967.

#### Finale
| Ordre | Artiste       | Chanson        | Langue  | Place |
| ----- | ------------- | -------------- | ------- | ----- |
| 1     | Lado Leskovar | Vse rože sveta | Slovène | 1     |

Lors de cette sélection, c'est la chanson Vse rože sveta interprétée par Lado Leskovar qui fut choisie. Le chef d'orchestre sélectionné pour la Yougoslavie à l'Eurovision est Mario Rijavec.

## À l'Eurovision
Chaque pays a un jury de dix personnes. Chaque juré attribue un point à sa chanson préférée.

### Points attribués par la Yougoslavie
| 4 points | France                                             |
| 1 point  | Autriche Belgique Espagne Irlande Luxembourg Suède |

### Points attribués à l'Irlande
| 10 points | 9 points | 8 points | 7 points  | 6 points                                             |
| --------- | -------- | -------- | --------- | ---------------------------------------------------- |
|           |          |          |           |                                                      |
| 5 points  | 4 points | 3 points | 2 points  | 1 point                                              |
|           |          |          | - Espagne | - Belgique - France - Italie - Luxembourg - Portugal |

Lado Leskovar interprète Vse rože sveta en 15e position lors de la soirée du concours, suivant Monaco et précédant l'Italie.
Au terme du vote final, la Yougoslavie termine 8e — à égalité avec l'Allemagne et la Suède — sur les 17 pays participants, ayant reçu 7 points au total,.